# 吳宇曦
吳宇曦（英語：Ng Yu Hei，2006年2月13日—），香港足球運動員，司職左右中場、左右翼鋒，現時效力中國足球甲級聯賽球隊重慶銅梁龍。

## 早年經歷
吳宇曦於黃埔宣道小學畢業，於2015-2016年度九龍東小學校際足球比賽(男子組)獲得冠軍，他與隊友嚴啟倬雙雙獲選為傑出運動員。中學曾就讀於拔萃男書院，2022年到英國布魯克豪斯學院足球學校就讀 ，2023年回港就讀新會商會陳白沙紀念中學，2024年因全身投入職業足球而休學。
吳宇曦最初於車路士足球學校（香港）接受足球訓練，曾以愉園和香港飛馬身份出戰青少年聯賽。2019年，轉到南華U14青訓梯隊。
2020年，吳宇曦加入東方U14青訓梯隊。2024年，為球隊贏得U18超青聯賽錦標。

## 球會生涯
2023/24年賽季，東方宣布與17歲的吳宇曦簽訂職業學徒合約，提拔他上一隊。他於賽季第一場聯賽對陣深水埗的比賽便以正選身份上陣。2023年12月，於對陣香港U23的菁英盃分組賽中取得職業生涯首個入球。該季隨球隊奪得足總盃冠軍。
2024/25年賽季，東方宣布與吳宇曦正式簽訂職業合同。該季，吳宇曦首次隨東方出戰亞冠盃二級聯賽，在作客日本球隊廣島三箭的分組賽中取得首個亞洲賽入球。他從中場帶球直奔禁區、扭過對方後衛後以左腳抽射龍門近柱得分。
2025年1月19日，東方及中甲球隊重慶銅梁龍正式公佈吳宇曦轉投中甲球隊重慶銅梁龍。兩隊協議不公開轉會費。 

## 國際賽生涯
2024年9月，吳宇曦首次入選香港隊，遠赴斐濟出戰三角賽。他於對陣所羅門群島的比賽中後備入替，首次代表香港隊上陣。

## 榮譽
東方
- 香港足總盃冠軍（2023–24季度）

## 備註
1. ↑  香港網民用，Kary爲香港歌手吳雨霏的英文名，二人姓名的廣東話讀音相似。

## 外部連結
- 吳宇曦的Instagram帳戶